# Mestre d'Avià
El Mestre d'Avià és el nom amb qui es coneix l'autor del Frontal d'Avià i el Frontal de Rotgers del segle xiii. Influenciat pel neobizantisme i probablement el Mestre de Valltarga, va tendir a la simplificació linealista preludi de l'estil gòtic i la seva àrea d'activitat fou la diòcesi de Vic.